# Giuseppina Strepponi
Clela Maria Josepha Giuseppina (Peppina) Strepponi, italijanska sopranistka, * 8. september 1815, Lodi (Italija), † 14. november 1897, Santa Agata.

## Življenje
Rojena je bila v glasbeni družini, oče je bil skladatelj. Petje je študirala na milanskem konservatoriju. Debitirala je pri dvajsetih v danes pozabljeni Rossinijevi operi Matilde di Sharban. Nastopila je na v veliko krstnih predstavah, meddrugimi tudi leta 1842 na krstni predstavi Verdijeve opere Nabucco. Leta 1846 je zaradi zdravstvenih težav prenehala peti in se posvetila poučevanju solopetja. Nesrečno poročena je bila s tenoristom Napoleoneom Morianijem, s katerim pa se je razšla. 29. avgusta 1859 se je znova poročila, tokrat s skladateljem Giuseppejem Verdijem, potem ko sta prijateljevala že dvanajst let. Postala je njegova resnična prijateljica, svetovalka in pomočnica pri ustvarjanju novih oper.